# Conseil de Lituanie
Le Conseil de Lituanie (lituanien : Lietuvos Taryba, allemand : Litauischer Staatsrat, ou polonais : Rada Litewska), après le 11 juillet 1918, le Conseil d'État de Lituanie (en lituanien : Lietuvos Valstybės Taryba), a été créé après la conférence de Vilnius qui a eu lieu entre le 18 et le 23 septembre 1917. Le Conseil s'est vu confier l'autorité exécutive du peuple lituanien et la mission d'établir un État indépendant lituanien. Le 16 février 1918, les membres du Conseil signent la Déclaration d'indépendance de la Lituanie, et proclament l'indépendance de l'État de Lituanie fondé sur des principes démocratiques. Le Conseil a réussi le tour de force de proclamer l'indépendance malgré la présence de troupes allemandes dans le pays jusqu'à l'automne 1918. Il a poursuivi ses efforts jusqu'à la première réunion de l'Assemblée constituante de Lituanie (Steigiamasis Seimas) le 15 mai 1920.

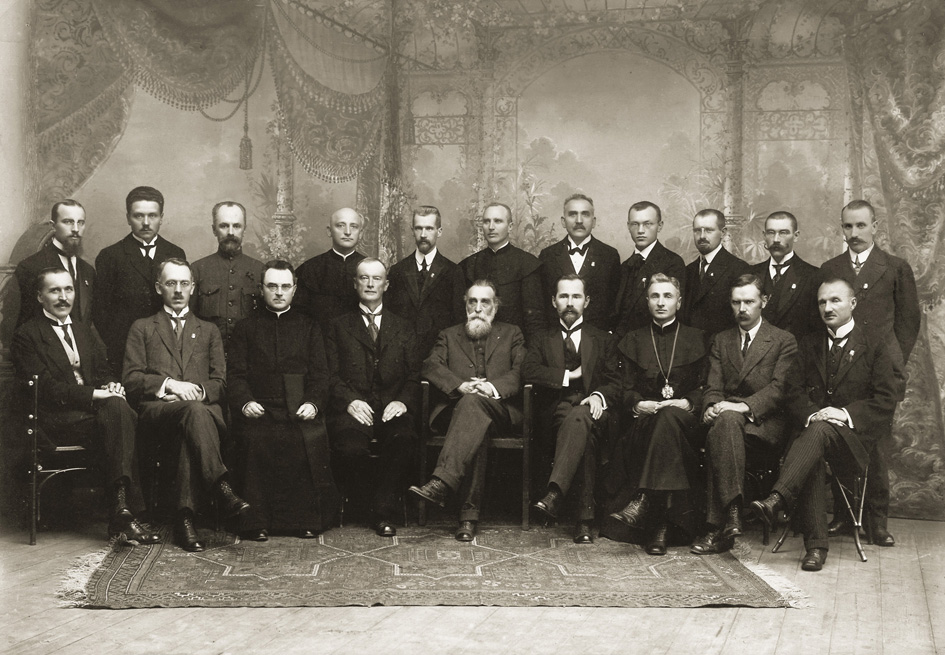
Les vingt membres d'origine du Conseil de Lituanie, après la signature de la loi du 16 février 1918.

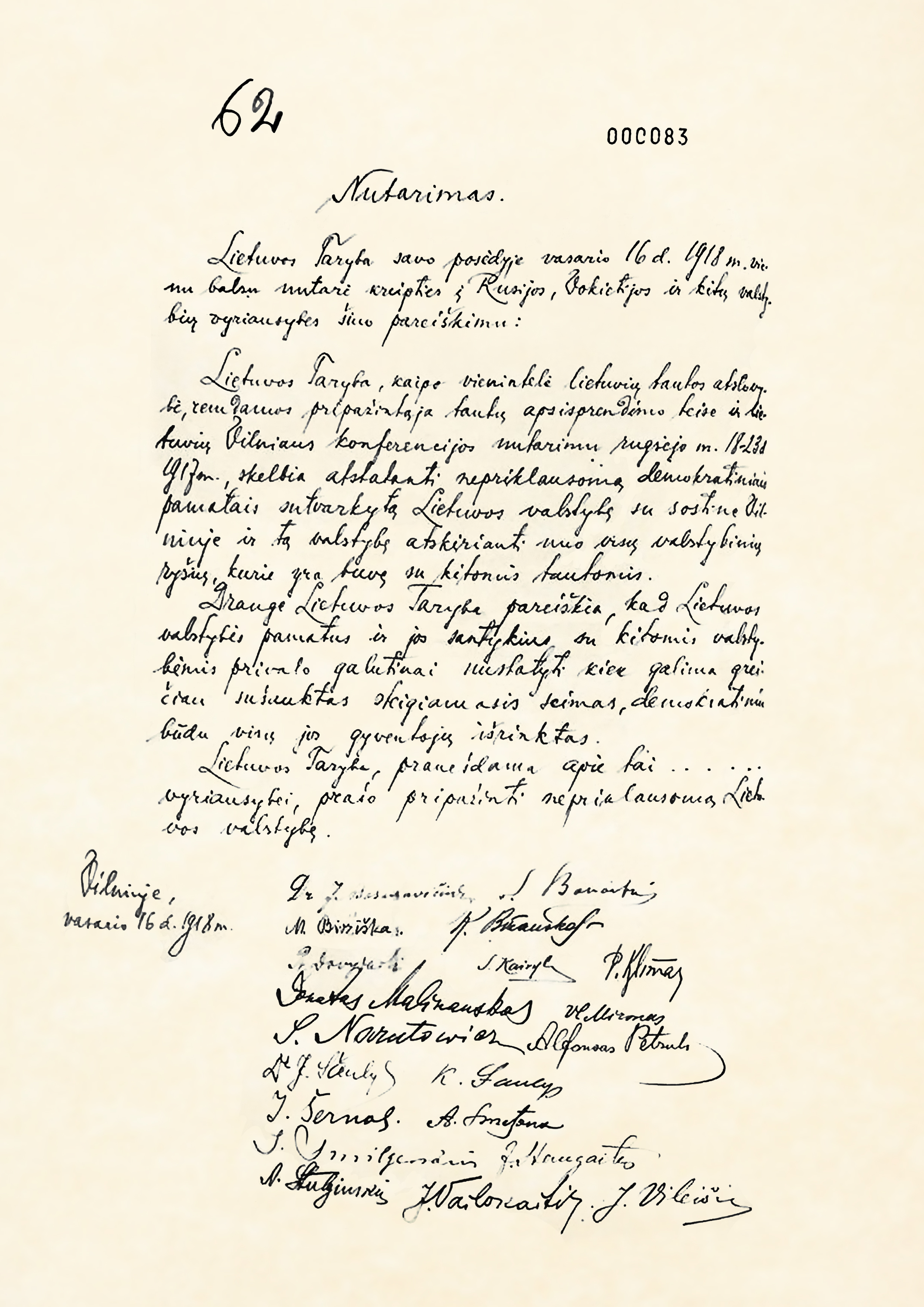
Original de la déclaration d'indépendance de la Lituanie.